# Saint-Saire
Saint-Saire és un municipi francès situat al departament del Sena Marítim i a la regió de Normandia. L'any 2007 tenia 582 habitants.

## Demografia

### Població
El 2007 la població de fet de Saint-Saire era de 582 persones. Hi havia 195 famílies de les quals 35 eren unipersonals (27 homes vivint sols i 8 dones vivint soles), 66 parelles sense fills, 82 parelles amb fills i 12 famílies monoparentals amb fills.
La població ha evolucionat segons el següent gràfic:
Habitants censats

### Habitatges
El 2007 hi havia 256 habitatges, 202 eren l'habitatge principal de la família, 39 eren segones residències i 15 estaven desocupats. 239 eren cases i 12 eren apartaments. Dels 202 habitatges principals, 146 estaven ocupats pels seus propietaris i 56 estaven llogats i ocupats pels llogaters; 2 tenien una cambra, 13 en tenien dues, 36 en tenien tres, 56 en tenien quatre i 96 en tenien cinc o més. 168 habitatges disposaven pel capbaix d'una plaça de pàrquing. A 90 habitatges hi havia un automòbil i a 101 n'hi havia dos o més.

### Piràmide de població
La piràmide de població per edats i sexe el 2009 era:
| Homes | Edats   | Dones |
| ----- | ------- | ----- |
| 0     | 95 o +  | 4     |
| 0     | 90 a 94 | 0     |
| 0     | 85 a 89 | 12    |
| 0     | 80 a 84 | 4     |
| 12    | 75 a 79 | 12    |
| 12    | 70 a 74 | 0     |
| 8     | 65 a 69 | 8     |
| 8     | 60 a 64 | 12    |
| 12    | 55 a 59 | 8     |
| 12    | 50 a 54 | 12    |
| 12    | 45 a 49 | 24    |
| 40    | 40 a 44 | 20    |
| 8     | 35 a 39 | 4     |
| 24    | 30 a 34 | 16    |
| 16    | 25 a 29 | 16    |
| 16    | 20 a 24 | 8     |
| 12    | 15 a 19 | 28    |
| 32    | 10 a 14 | 32    |
| 20    | 5 a 9   | 20    |
| 8     | 0 a 4   | 4     |

## Economia
El 2007 la població en edat de treballar era de 392 persones, 270 eren actives i 122 eren inactives. De les 270 persones actives 254 estaven ocupades (142 homes i 112 dones) i 16 estaven aturades (8 homes i 8 dones). De les 122 persones inactives 32 estaven jubilades, 39 estaven estudiant i 51 estaven classificades com a «altres inactius».

### Ingressos
El 2009 a Saint-Saire hi havia 197 unitats fiscals que integraven 527,5 persones, la mediana anual d'ingressos fiscals per persona era de 15.340 €.

### Activitats econòmiques
Dels 11 establiments que hi havia el 2007, 1 era d'una empresa alimentària, 3 d'empreses de construcció, 3 d'empreses de comerç i reparació d'automòbils, 1 d'una empresa de transport, 1 d'una empresa d'hostatgeria i restauració, 1 d'una empresa de serveis i 1 d'una entitat de l'administració pública.
Dels 2 establiments de servei als particulars que hi havia el 2009, 1 era una fusteria i 1 empresa de construcció.
L'únic establiment comercial que hi havia el 2009 era una fleca.
L'any 2000 a Saint-Saire hi havia 28 explotacions agrícoles que ocupaven un total de 960 hectàrees.

## Equipaments sanitaris i escolars
El 2009 hi havia una escola elemental integrada dins d'un grup escolar amb les comunes properes formant una escola dispersa.

## Poblacions més properes
El següent diagrama mostra les poblacions més properes.